# Superheroes (EP)
Superheroes är det tyska power metal-bandet Edguys andra EP, utgiven i september 2005 på Nuclear Blast Records och i Japan på Avalon.
Titelspåret fanns även med på bandets nästföljande studioalbum Rocket Ride. En musikvideo spelades in till låten.
EP:n gästades bland annat Amanda Somerville (ex-Avantasia) och Michael Kiske (Helloween).
Superheroes nådde plats 25 på den tyska topplistan och plats 10 på den svenska.

## Låtlista
1. "Superheroes" – 3:20
2. "Spooks in the Attic" – 4:04
3. "Blessing in Disguise" – 4:19
4. "Judas at the Opera" – 7:21
5. "The Spirit" (Magnum-cover) – 3:52
6. "Superheroes" (Epic Version) – 3:09

## Medverkande
Musiker
- Tobias Sammet – sång
- Jens Ludwig – gitarr
- Dirk Sauer – gitarr
- Tobias Exxel – basgitarr
- Felix Bohnke – trummor

Bidragande musiker
- Michael Kiske – sång
- Michael "Miro" Rodenberg – keyboard, orkestrering
- Amanda Somerville – bakgrundssång
- Thomas Rettke – bakgrundssång

Produktion
- Sascha Paeth – producent, inspelninstekniker, mixning, mastering
- Philip Colodetti – inspelningstekniker, mixning, mastering
- Olaf Reitmeier – inspelningstekniker
- Axel Hermann – omslagskonst, layout
- Alex Kuehr – foto
- Felix Scharf – foto